# Droga wojewódzka 658
Die Droga wojewódzka 658 (DW 658) ist eine neun Kilometer lange Droga wojewódzka (Woiwodschaftsstraße) in der polnischen Woiwodschaft Podlachien, die Kudelicze mit Kajanka verbindet. Die Strecke liegt im Powiat Siemiatycki.

## Streckenverlauf
Woiwodschaft Podlachien, Powiat Siemiatycki
-  Kudelicze (DW 640)
- Homoty
- Pawłowicze
- Grabarka
- Sycze
-  Kajanka (DW 693)